# Cross Sound

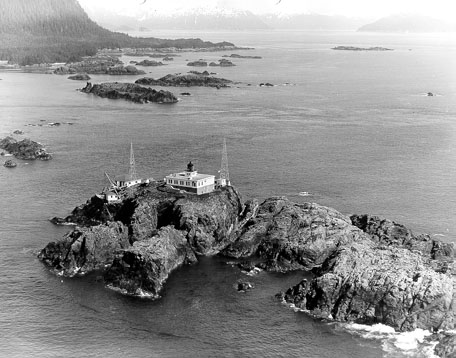
Vista aerea di Capo Spencer con il Cross Sound a nord.

Il Cross Sound (traducibile come Passaggio della croce) è un sound, cioè uno stretto passaggio nell'Arcipelago Alessandro, nell'Alaska sud-orientale, sulla costa occidentale degli Stati Uniti d'America. È situato tra Chichagof Island a sud e la terraferma continentale a nord; ha una lunghezza di 48 km e si estende dal Golfo dell'Alaska allo stretto Icy.
Il faro di Capo Spencer segna il lato nord dell'entrata allo stretto provenendo dal Golfo dell'Alaska. Sulla parte settentrionale del Cross Sound si trova un'insenatura nota come Dicks Arm.

## Etimologia
Il Cross Sound ricevette l'attuale denominazione dall'esploratore britannico James Cook nel 1778, perché lo scoprì il 3 maggio, data che nel suo calendario era segnata come giorno dell'esaltazione della Santa Croce.